# Ahnidzor
Ahnidzor là một đô thị thuộc tỉnh Lori, Armenia. Dân số ước tính năm 2011 là 173 người.